# Epica Magna
Epica Magna este un volum de poezii al poetului român Nichita Stănescu publicat în 1978 la Editura Junimea, cu ilustrații de Sorin Dumitrescu.
Pentru acest volum, Nichita Stănescu va primi premiul „Mihai Eminescu” din partea Academiei.
Volumul conține poeziile:
- Descrierea lui A
- Pean
- Roata cu o singură spiță
- Clipa cea repede
- Amintiri de când eram piatră
- Respirarea aerului de sub aripă
- Prăbușirea unui vultur într-un om
- Finish
- Colinda colindelor
- Anatomia, fiziologia și spiritul
- Fulgerul și frigul
- O confesiune
- A muri în zbor
- Metamorfozele
- Dezîmblânzirea
- Rosinanta
- Starea pe loc
- Cina generală
- Blestemat, ah, ochi de piatră]
- Fiziologia unui sentiment
- Autoportret
- De ce?
- Creionul plin de sânge
- A pierde tot ce se poate pierde
- Strigăt de fericire
- Cântec (Pe nervul acestei priviri)
- Omorârea calului
- Oratoriu
- Înaintare
- Schimbarea
- Contemplarea lumii din afara ei
- Cântec (Se urâțise trupul gândit)
- Patru afirmații în sprijinirea realului
- Blândele și ferocele activități ale însuflețitelor și neînsuflețitelor
- Haiku
- Hieroglifa
- Cântec (Absență murdară și așteptare)
- Greșirea cerului
- Smulgerea măștii
- Noaptea metalelor
- Venise vremea
- Privind-o, mama mea
- Învățăturile cuiva către fiul său
- Declarația dreptului dragostelor omului
- Din timpul unei zile
- Falstaff sau evitarea unui mit
- Tablou cu orbi
- Defăimarea răului
- Un om de cal
- Săgetarea cerbului stretin și harponarea peștelui vidros
- Daimonul meu către mine

1. ↑  Marian Chirulescu, Paul D. Popescu, Mihaela Radu (2021). Personalități prahovene. Dicționar biobibliografic. Darkoprint. p. 585.
2. ↑  Nichita Stănescu (2010). Noduri și semne. Curtea Veche Publishing. p. 12.